# Clidemia debilis
Clidemia debilis är en tvåhjärtbladig växtart som beskrevs av Hermann Crueger. Clidemia debilis ingår i släktet Clidemia och familjen Melastomataceae. Inga underarter finns listade i Catalogue of Life.